# Стартрек: За межами Всесвіту
«Стартрек: За межами Всесвіту» (англ. Star Trek Beyond) — американський фантастичний бойовик режисера Джастіна Ліна, що вийшов 2016 року. Стрічка є продовженням фільму «Стартрек: Відплата» (2013) і тринадцятим фільмом у серії фільмів «Зоряний шлях». У головних ролях Кріс Пайн, Закарі Квінто, Зої Салдана.
Вперше фільм продемонстрували 20 липня 2016 року у низці країн світу, а в Україні у широкому кінопрокаті показ фільму розпочався 21 липня 2016.

## Сюжет
Триває третій рік експедиції корабля «Ентерпрайз». Капітан Джеймс Тиберій Кірк прибуває до примітивної цивілізації з дарунком Абронатом для налаштування відносин з Федерацією. Але його звинувачують в даруванні вкраденого у них же і нападають. Телепортувавшись на свій корабель, Кірк роздумує над експедицією. Подорож по-різному впливає на екіпаж, сам Кірк втрачає ту жагу до пошуків нового, яку мав на початку. Але все ж «Ентерпрайз» продовжує свою місію і прямує на дозаправку до космічної бази «Йоркатун».
Джеймс Кірк, у якого скоро день народження, не бажає його святкувати, оскільки саме в тому віці, коли загинув його батько. Капітан говорить, що пішов у Зорефлот тільки через борг перед батьком, а не за покликанням. Він збирається отримати звання віце-адмірала і стати новим комендантом бази, залишивши корабель своєму старпому Споку.
До бази прилітає пошкоджена шлюпка з інопланетянкою Каларою, яка повідомляє, що її корабель застряг на планеті Алтемід, недосяжній для радарів Зорефлоту. Кірк приймає рішення летіти туди на рятувальну місію. В туманності зв'язок з «Йоркатуном» зникає, а поряд виникають численні неопізнані дрони. Рій цих об'єктів таранить корабель і жодна зброя не встигає їх знищити. Кірк наказує покинути корабель, але тут в «Ентерпрайз» врізаються абордажні капсули з невідомими воїнами на чолі з Кроллом і Манасом, що захоплюють екіпаж. Вони намагаються викрасти артефакт Абронат і винищують всіх на борту. Спок і МакКой викрадають ворожий винищувач, а Скотт залазить всередину торпеди, яку вистрілює в напрямку Алтеміда. Калара, Кірк та Чехов встигають сісти в рятувальні капсули, «Ентерпрайз» входить в атмосферу, а вцілілих розкидає різними регіонами планети.
Скотт опиняється на краю прірви, а Калара розповідає, що її корабель насправді так само був знищений, а екіпаж захоплений Кроллом. Ухура з Сулу опинилася в полоні Кролла, котрий дивує знаннями про Федерацію. МакКой підручними засобами рятує пораненого Спока, після чого вони вирушають на пошуки вцілілих. Коли Скотта оточують тубільці, йому на допомогу приходить Джейла. Вона й пояснює, що Кролл шукає «машину смерті» та домовляється допомогти Скотту, якщо той допоможе їй поремонтувати загублений на планеті корабель «Франклін». Саме з записів і музики на його борту Джейла вивчила англійську мову. МакКой зі Споком натрапляють на будівлю з тими ж знаками, які були на Абронаті. Кірк з супутниками знаходить місце падіння «Ентерпрайза» та береться його обшукати. Несподівано Калара схоплює Абронат і доповідає про це Кроллу. Кролл розповідає Ухурі й Сулу свій план атакувати з допомогою добутих на «Ентерпрайзі» даних «Йорктаун». Лиходій демонструє дію пристрою, яким висмоктує життя з інших полонених.
Спок розповідає МакКою, що порвав стосунки з Нійотою Ухурою, вважаючи що логічно буде одружитися з вулканкою. Звістка про смерть старого Спока підштовхнула його покинути Зорефлот і продовжити справу двійника як дипломатичний чиновник. Кірк та Чехов потрапляють у пастку Джейли. Вона відводить їх на «Франклін» — корабель, який зник ще в минулому столітті. Модифікувавши транспортер, Скотт телепортує на «Франклін» Спока і МакКоя, коли їх саме виявляють винищувачі Кролла. Вислідкувавши базу Кролла, Кірк вирішує піти з Джелою на штурм і визволити полонених. Джейла не бажає іти туди, бо там від руки Манаса загинув її батько. Але Скотт переконує її, що разом вдасться подолати лиходіїв.
Кролл, вже володіючи Абронатом, поєднує його з якимось пристроєм і ним вбиває Калару, випустивши смертоносну хмару. Поки Скотт і Чехов на «Франкліні» готують транспортер до прийому членів екіпажу, Кірк влаштовує диверсію за допомогою знайденого старого мотоцикла і голографічних проєкторів, якими Джейла відлякувала мародерів. Манас сходиться в двобої з Джейлою, а Кролл випускає дронів, сам відлітаючи до «Йорктауна». Джейла розстрілює дронів з саморобної рушниці, а Спок і МакКой тим часом знищують решту дронів і звільняють команду, телепортуючи вцілілих на «Франклін». Врешті лишаються тільки Кірк і Джейла, яку капітан в стрибку підхоплює, телепортуючи до решти.
Екіпаж готує «Франклін» до зльоту, щоб наздогнати Кролла. Корабель вдається зрушити й вивести в космос. Коли він прибуває, дрони Кролла вже атакують станцію, а зброя «Франкіна» не здатна їм зашкодити. Раптово Кірку приходить думка, як знищити дрони: оскільки вони працюють на одній частоті, їх всі можна заглушити. Підключивши бумбокс «Йорктауна» до передавача, пісня «Sabotage» заглушує дронів. Служба безпеки «Йорктауна» робить те саме, всі дрони вибухають. Винищувач Кролла зазнає аварії, а його самого перехоплює «Франклін».
Аби впевнитися, що Кролла знищено, Кірк спускається на нижні палуби «Франкліна», де бачить тільки трупи тих, з кого лиходій витягнув життя, щоб вилікувати свої рани. Тим часом вдається відтворити записи колишнього капітана корабля, героя Федерації Бальтазара Едісона. На відео він розповідає, що його корабель застряг на Алтеміді, поза межами Федерації планет, без надії на порятунок. Знайдені там прадавні іншопланетні технології дозволяли витягувати життя і передавати його іншим. Використання цієї технології дозволило жити, знищуючи тубільців, але спотворило Едісона й інших, перетворивши капітана на Кролла. Тепер він знайшов зброю, з якою прагне помститися Федерації за бездіяльність. Ухура здогадується — Кролл планує розпилити хмару в атмосферному регуляторі. Кірк наздоганяє лиходія, котрий повернув людську подобу ціною вбивств людей. Той твердить, що право на життя мають тільки найсильніші, а мирна тепер Федерація ослабла, тому мусить бути знищена. Після бійки, користуючись специфічною гравітацією станції, Едісон досягає цілі й задіює зброю. Кірк, сказавши, що краще померти захищаючи життя, ніж забираючи його, кидається зупинити дію Аброната. Кірк викидає зброю разом з Едісоном в космос, та його теж затягує у вакуум. Спок перехоплює його на вильоті з «Йорктауна».
Станцію врятовано, хоча Едісон, який вважався героєм впродовж десятиліть, виявився ворогом Федерації. Кірку пропонують місце віце-адмірала, але він відмовляється. Спок отримує посилку з особистими речами старого Спока, де знаходить фото членів команди «Ентерпрайзу» з оригінальної історії. Настає день народження Джеймса Кірка, для якого МакКой влаштовує святкування. Там капітан дізнається, що Спок і Ухура відновили відносини, а Джейлу взяли в Академію Зорефлоту. Команда Кірка продовжує дослідження галактики на новозбудованому «Ентерпрайзі-А».

## У ролях
| Актор           | Персонаж            | Роль                                                |
| --------------- | ------------------- | --------------------------------------------------- |
| Кріс Пайн       | Джеймс Т. Кірк      | капітан зорельоту «Ентерпрайз»                      |
| Закарі Квінто   | Спок                | командер, старпом, офіцер з науки                   |
| Зої Салдана     | Нійота Ухура        | лейтенант, офіцер зв'язку                           |
| Карл Урбан      | Леонард МакКой      | лейтенант-командер, голова медичної служби          |
| Саймон Пегг     | Монтгомері Скотт    | лейтенант-командер, другий офіцер, головний інженер |
| Джон Чо         | Хікару Сулу         | лейтенант, третій офіцер, стерновий                 |
| Антон Єльчін    | Павел Чехов         | енсін, навігатор                                    |
| Ідріс Ельба     | Кролл               | командир чужопланетян                               |
| Софія Бутелла   | Джейла              |                                                     |
| Джо Таслім      | Андерсон Ле / Манас |                                                     |
| Меліса Роксбург | Сил                 |                                                     |
| Шогре Аґдашлу   | Комодор Періс       |                                                     |
| Денні Пуді      | Фі'Джа              |                                                     |

## Створення фільму

### Знімальна група
- Кінорежисер — Джастін Лін
- Сценаристи — Саймон Пегг, Даґ Юнґ, Роберто Орсі, Джон Д. Пейн, Патрік Маккей
- Кінопродюсери — Джей Джей Абрамс, Браян Берк, Роберто Орсі
- Виконавчі продюсери — Джеффрі Чернов, Девід Еллісон, Дана Ґолдберґ, Томмі Гарпер
- Композитор — Майкл Джаккіно
- Кінооператор — Стівен Ф. Віндон
- Кіномонтаж — Грег ДіАуріа, Ділан Гайсміт, Келлі Мацумото, Стівен Шпрунґ
- Підбір акторів — Міранда Девідсон, Ейпріл Вебстер, Алісса Вайсберґ
- Художник-постановник — Скотт Чамблісс, Томас Сандерс
- Артдиректор — Стів Крістенсен, Денні Даґелі, Наташа Герасимова, Дан Германсен, Ендрю Лі
- Художник по костюмах — Саня Мілкович Гейс[7].

### Виробництво
Джей Джей Абрамс повідомив, що через свою зайнятість у створенні фільму «Зоряні війни: Пробудження Сили» не буде режисером нового «Стартреку», проте залишиться продюсером. У травні 2014 року видання Deadline.com повідомило, що найімовірнішим кандидатом на місце режисера стрічки є Роберто Орсі. Проте у грудні 2014 року компанії «Paramount Pictures», «Skydance Productions» і «Bad Robot» офіційно повідомили, що режисером буде Джастін Лін.
Знімання розпочали 25 червня 2015 року у Британській Колумбії, Канада, 29 червня 2015 року, посилаючись на сторінку Джастіна Ліна у Twitter'і, підтверджено назву «Star Trek Beyond», а також встановлено дату виходу у широкий прокат — 8 липня 2016 року. Проте у вересні компанія «Paramount Pictures» змінила графік виходу фільму, змістивши його на 2 тижні — 22 липня 2016 року.

## Сприйняття

### Оцінки і критика
Фільм отримав схвальні відгуки: Rotten Tomatoes дав оцінку 84 % на основі 215 відгуків від критиків (середня оцінка 6,9/10) і 84 % від глядачів зі середньою оцінкою 4/5 (53 283 голоси). Загалом на сайті фільми має схвальний рейтинг, фільму зарахований «стиглий помідор» від кінокритиків і «попкорн» від глядачів, Metacritic — 68/100 (50 відгуків критиків) і 6,8/10 від глядачів (415 голоси). Загалом на цьому ресурсі від критиків і від глядачів фільм отримав схвальні відгуки, IGN — 8,4/10 (чудовий), Internet Movie Database — 7,5/10 (48 656 голосів).
Олександра Васильєва з «Газети по-українськи» написала, що «я не можу сказати, що це дуже погана чи дуже добра стрічка. Це кіно, яке ти дивишся й не відчуваєш майже ніяких яскравих емоцій, бо всі вони дуже швидко згасають».

### Касові збори
Під час показу в Україні, що розпочався 21 липня 2016 року, протягом першого тижня на фільм було продано 93 862 квитки, фільм показали у 258 кінотеатрах і він зібрав 7 876 099 ₴, або ж 330 350 $, що на той час дозволило йому зайняти 1 місце серед усіх прем'єр.
Під час показу у США, що розпочався 22 липня 2016 року, протягом першого тижня фільм показали у 3 928 кінотеатрах і він зібрав 59 253 211 $, що на той час дозволило йому зайняти 1 місце серед усіх прем'єр. Показ фільму тривав 91 день (13 тижнів) і завершився 20 жовтня 2016 року, зібравши за цей час у прокаті у США 158 848 340 доларів США, а у решті світу 184 623 476 $ (за іншими даними 177 800 000 $), тобто загалом 343 471 816 долар США (за іншими даними 336 648 340 $) при бюджеті 185 млн доларів США.

### Нагороди та номінації
| Номінації фільму «Стартрек: За межами Всесвіту» | Номінації фільму «Стартрек: За межами Всесвіту» | Номінації фільму «Стартрек: За межами Всесвіту» | Номінації фільму «Стартрек: За межами Всесвіту» | Номінації фільму «Стартрек: За межами Всесвіту» | Номінації фільму «Стартрек: За межами Всесвіту» |
| Рік                                             | Кінопремія / Кінофестиваль                      | Категорія / Нагорода                            | Номінант                                        | Результат                                       | Дж                                              |
| ----------------------------------------------- | ----------------------------------------------- | ----------------------------------------------- | ----------------------------------------------- | ----------------------------------------------- | ----------------------------------------------- |
| 2016                                            | Teen Choice Awards                              | Вибір кіноакторки: AnTEENcipated                | Зої Салдана                                     | Номінація                                       | [ 21 ]                                          |
| 2016                                            | Teen Choice Awards                              | Choice AnTEENcipated Movie                      | стрічка                                         | Номінація                                       | [ 21 ]                                          |
| 2016                                            | Teen Choice Awards                              | Вибір кіноактора: AnTEENcipated                 | Кріс Пайн                                       | Номінація                                       | [ 21 ]                                          |
| 2017                                            | 89-та церемонія вручення нагороди «Оскар»       | Найкращий грим та зачіски                       | Джоел Гарлоу і Річард Алонзо                    | Номінація                                       | [ 22 ]                                          |
| 2017                                            | 43-я церемонія вручення нагороди «Сатурн»       | Найкращий науково-фантастичний фільм            | стрічка                                         | Номінація                                       | [ 23 ]                                          |
| 2017                                            | 43-я церемонія вручення нагороди «Сатурн»       | Найкраща чоловіча роль                          | Кріс Пайн                                       | Номінація                                       | [ 23 ]                                          |
| 2017                                            | 43-я церемонія вручення нагороди «Сатурн»       | Найкраща чоловіча роль другого плану            | Закарі Квінто                                   | Номінація                                       | [ 23 ]                                          |
| 2017                                            | 43-я церемонія вручення нагороди «Сатурн»       | Найкращий грим                                  | Джоель Харлоу та Моніка Юперт                   | Перемога                                        | [ 23 ]                                          |

## Музика
Музику до фільму «Стартрек: За межами Всесвіту» написав і виконав Майкл Джаккіно, саундтрек вийшов 29 липня 2016 року на лейблі «Varèse Sarabande».
| Список треків | Список треків                      | Список треків |
| #             | Назва                              | Тривалість    |
| ------------- | ---------------------------------- | ------------- |
| 1.            | «Logo And Prosper»                 | 1:47          |
| 2.            | «Thank Your Lucky Star Date»       | 2:15          |
| 3.            | «Night On The Yorktown»            | 5:36          |
| 4.            | «The Dance Of The Nebula»          | 2:22          |
| 5.            | «A Swarm Reception»                | 2:30          |
| 6.            | «Hitting The Saucer A Little Hard» | 6:10          |
| 7.            | «Jaylah Damage»                    | 2:50          |
| 8.            | «In Artifacts As In Life»          | 1:51          |
| 9.            | «Franklin, My Dear»                | 2:50          |
| 10.           | «A Lesson In Vulcan Mineralogy»    | 5:17          |
| 11.           | «MotorCycles Of Relief»            | 3:17          |
| 12.           | «Mocking Jaylah»                   | 3:26          |
| 13.           | «Crash Decisions»                  | 3:16          |
| 14.           | «Krall-y Krall-y Oxen Free»        | 4:23          |
| 15.           | «Shutdown Happens»                 | 4:35          |
| 16.           | «Cater-Krall In Zero G»            | 2:17          |
| 17.           | «Par-tay For The Course»           | 2:46          |
| 18.           | «Star Trek Main Theme»             | 3:45          |
| 1:01:13       |                                    |               |

### Виноски
1. 1 2  Star Trek Beyond: Release Info (англ.). Internet Movie Database. Процитовано 15 лютого 2016.
2. 1 2  Стартрек: За межами Всесвіту. Kino-teatr.ua. Процитовано 15 лютого 2016.
3. 1 2  Anthony D'Alessandro (19 липня 2016). ‘Star Trek Beyond’ To Blast Off Fueled By Comic-Con World Premiere – Box Office Preview (англ.). Deadline.com. Процитовано 21 липня 2016.
4. 1 2 3 4  Star Trek Beyond (англ.). Box Office Mojo. Процитовано 10 січня 2017.
5. 1 2 3 4  Star Trek Beyond (2016) (англ.). The Numbers. Процитовано 10 січня 2017.
6. ↑  Star Trek Beyond (2016) (англ.). AllMovie. Процитовано 21 липня 2016.
7. ↑  Star Trek Beyond: Full Cast & Crew (англ.). Internet Movie Database. Процитовано 13 лютого 2016.
8. ↑  Christina Radish (11 вересня 2013). J.J. Abrams and Simon Pegg Talk Star Trek Into Darkness on Blu-ray and Behind-the-Scenes Footage, Plus Star Trek 3 and Its New Director (англ.). Collider.com. Процитовано 15 лютого 2016.
9. ↑  Mike Fleming Jr (13 травня 2014). Roberto Orci To Helm ‘Star Trek 3’ (англ.). Deadline. Процитовано 15 лютого 2016.
10. ↑  Mike Fleming Jr (22 грудня 2014). Star Trek 3’s New Director Will Be ‘Fast & Furious 6’ Helmer Justin Lin (англ.). Deadline. Процитовано 15 лютого 2016.
11. ↑  Max Evry (25 червня 2015). Filming Begins on Star Trek 3 at the Squamish Boulders in British Columbia (англ.). Comingsoon.net. Процитовано 15 лютого 2016.
12. ↑  Silas Lesnik (29 червня 2015). Star Trek Beyond Title Confirmed, First Set Photo Teased (англ.). Comingsoon.net. Процитовано 15 лютого 2016.
13. ↑  Silas Lesnik (17 вересня 2015). Star Trek Beyond Delayed Two Weeks (англ.). Comingsoon.net. Процитовано 15 лютого 2016.
14. ↑  Star Trek Beyond (англ.). Rotten Tomatoes. Процитовано 7 серпня 2016.
15. ↑  Star Trek Beyond (англ.). Metacritic. Процитовано 7 серпня 2016.
16. ↑  Scott Collura (15 липня  2016). Star Trek Beyond review (англ.). IGN.com. Архів оригіналу за 17 липня 2016. Процитовано 21 липня 2016.
17. ↑  Star Trek Beyond (англ.). Internet Movie Database. Процитовано 7 серпня 2016.
18. ↑  Олександра Васильєва (21 липня  2016). У прокат вийшов фільм "Стартрек: За межами всесвіту". «Газета по-українськи». Архів оригіналу за 28 липня 2016. Процитовано 29 липня 2016.
19. ↑  Бокс-Офіс 29 (2016): Короткий шлях. Kino-teatr.ua. Процитовано 28 липня 2016.
20. ↑  Star Trek Beyond — Ukraine Weekend Box Office (англ.). Box Office Mojo. Процитовано 28 липня 2016.
21. ↑  Allison Crist, Kimberly Nordyke (31 липня 2016). Teen Choice Awards: Winners List (англ.). The Hollywood Reporter. Архів оригіналу за 7 серпня 2016. Процитовано 7 серпня 2016.
22. ↑  Oscar Nominations: Complete List (англійською) . Variety. 24 січня 2017. Архів оригіналу за 24 січня 2017. Процитовано 24 січня 2017.
23. ↑  McNary, Dave (2 березня 2017). Saturn Awards Nominations 2017: 'Rogue One,' 'Walking Dead' Lead. Variety. Архів оригіналу за 3 березня 2017. Процитовано 3 березня 2017.
24. ↑  Michael Giacchino. Star Trek Beyond (Music from the Moton Picture) (англ.). Allmusic. Процитовано 22 липня 2016.
25. ↑  filmmusicreporter (22 червня 2016). ‘Star Trek Beyond’ Soundtrack Details (англ.). Film Music Reporter. Процитовано 22 липня 2016.